# Punta Dungeness
La punta Dungeness es una lengua de tierra que penetra en las aguas de la margen norte del estrecho de Magallanes, en la zona conocida como la boca oriental del mismo. Esta punta divide el territorio de la Región de Magallanes y Antártica Chilena en Chile (al occidente), de la Provincia de Santa Cruz en Argentina (al oriente de la misma). Es el punto más austral de la costa atlántica del área continental de América; a su vez, representa la frontera oriental del Estrecho de Magallanes, y el límite bioceánico entre los océanos Pacífico y Atlántico. También es el punto más austral de la Argentina continental.
Recibió su nombre el 17 de diciembre de 1766 cuando el navegante Samuel Wallis la nombró en recuerdo del cabo Dungeness en la costa británica del paso de Calais.

## Descripción
La punta Dungeness es una lengua de baja altura que penetra en las aguas de la margen norte del estrecho de Magallanes, ubicada a 9 km al sudoeste del cabo Vírgenes. Su origen, en contraste con este último, es reciente pues sólo hace 5000 años se inició el proceso de su formación, fruto de la erosión de los acantilados que se ubicaban inmediatamente al oeste del cabo Vírgenes producido por el oleaje oceánico y su posterior acreción marina. Esta escasa altura, el limitado período de consolidación de su estructura, los fuertes vientos con promedios superiores a 20 km/h y con frecuentes rachas de más de 80 km/h, enmarcados por variaciones de marea de hasta 11 m, generan fuertes oleajes que dan por resultado intensos acarreos de sedimentos y significativos cambios, siendo estos visibles durante las últimas décadas, es decir es un accidente inestable y aún en activa formación.
En este lugar se encuentra el faro de Punta Dungeness, una instalación administrada por la Armada de Chile, cuya importancia fue muy relevante durante el siglo XX para el paso de los trasatlánticos a través del estrecho de Magallanes. Hoy desde allí se controla la salida y entrada a este estrecho del tráfico interoceánico internacional.
En punta Dungeness se encuentran ubicados los hitos Ex Baliza Dungeness y I, de la Sección II, que establecen el límite internacional entre Chile y la Argentina al norte del estrecho de Magallanes, desde la punta Dungeness hasta Monte Dinero. De allí, continúa hacia el oeste, siguiendo las mayores elevaciones de la cadena de colinas que allí existen hasta tocar en la altura del monte Aymond. De este punto se prolonga la línea hasta la intersección del meridiano 70° O con el paralelo 52° de latitud sur y de aquí sigue hacia el Oeste coincidiendo con este último paralelo hasta el divortium aquarum de los Andes.
Los territorios que quedan al norte de dicha línea pertenecen a la Argentina y a Chile los que se extienden al sur.
Existe, por parte de las autoridades argentinas, un proyecto que data de la década de 1970, para unir punta Dungeness con el cabo Espíritu Santo, en el extremo septentrional de Tierra del Fuego mediante un sistema de transbordadores tipo roll-on-roll-off, para lo cual está prevista la construcción de un puerto terminal en cada uno de los extremos. Se le agregaría el Ferrocarril Transpatagónico, cuya prefactibilidad fue aprobada en el año 1998; de este modo, se evitaría el actual recorrido por territorio chileno a través de los transbordadores de la Primera Angostura, pero es solo un proyecto sin fecha de inicio de obras.

## Límite bioceánico
La boca oriental del estrecho de Magallanes se encuentra determinada por punta Dungeness al norte y por el cabo del Espíritu Santo al sur. Ya Francisco Albo, contramaestre de la nao Trinidad y primer europeo en recorrer las aguas del estrecho, se refirió al avistamiento de punta Dungeness como el descubrimiento de la «abertura» del estrecho que Magallanes denominó como estrecho de Todos los Santos.
El Tratado de 1881 entre Argentina y Chile daba cuenta de esa apreciación al fijar expresamente la frontera entre ambos países «al norte del estrecho de Magallanes», quedando en posesión chilena los territorios ubicados al sur de la línea trazada a partir de punta Dungeness, dejando así a la totalidad del estrecho bajo jurisdicción chilena, lo que también fue expresamente reconocido por el ministro de relaciones exteriores de la República Argentina, Bernardo de Irigoyen, al solicitar al congreso argentino la aprobación del Tratado en cuestión. Aun así, en dicha instancia, Irigoyen daba cuenta de que las fuentes por el consultadas se referían a al cabo Vírgenes como límite norte de la boca oriental del estrecho, pese a que en el tratado se acordaría fijar dicho límite en punta Dungeness.
A partir de la segunda década del siglo XX, empezó a circular entre círculos nacionalistas argentinos la idea de que la Argentina tendría costa sobre el estrecho de Magallanes, en base a la tesis de que el punto septentrional del estrecho estaría determinado por el cabo Vírgenes y no por la punta Dungeness. Las primeras manifestaciones de dicha tesis, que buscaba negar a Chile su carácter de único estado ribereño del estrecho, fueron un reclamo diplomático en 1914 del ministro de Relaciones Exteriores de la Argentina, Estanislao Zeballos, y las opiniones que en 1924 manifestaría el jurista argentino Eduardo L. Bidau. En la segunda mitad del siglo XX, el capitán de navío Segundo Storni expresó que Argentina debía participar en la regulación de la navegación en el estrecho de Magallanes, por poseer costas sobre el mismo entre punta Dungeness y cabo Vírgenes, lo cual fue comunicado a Chile oficialmente por Argentina en 1975.
Desde la 1.º edición de su publicación Limits of ocean and seas en 1926 la Organización Hidrográfica Internacional consideró al cabo Vírgenes como el punto bioceánico, manteniéndolo en sus ediciones de 1937 y 1953.
Finalmente, en el Tratado de Paz y Amistad entre Argentina y Chile firmado en 1984, ambas partes acordaron reconocer expresamente a la punta Dungeness como punto extremo oriental del estrecho de Magallanes:

Artículo 10.º. La República Argentina y la República de Chile acuerdan que en el término oriental del Estrecho de Magallanes, determinado por Punta Dungenes en el Norte y Cabo del Espíritu Santo en el Sur (...)

En consonancia con eso, Argentina aceptó la tesis chilena y pasó a considerar bioceánica a la punta Dungeness, lo cual se refleja en el proyecto de la 4.ª edición de Limits of ocean and seas presentado en 2001

4. South Atlantic Ocean

The limit between the South Atlantic Ocean and the Magellan Straits has been amended according to the conclusions in the 1985 Argentina-Chile Peace Treaty, i.e. from Cabo Espiritu Santo (52° 39’S - 68° 37’W) to Punta Dungeness (52° 24’S - 68° 26’W).

Este proyecto no ha sido aún ratificado por disputas referidas a otras partes del mundo, por lo que, aunque la 3.ª edición (de 1953) de Limits of ocean and seas sigue vigente, considerar al cabo Vírgenes como punto bioceánico ya no tiene consenso mundial.

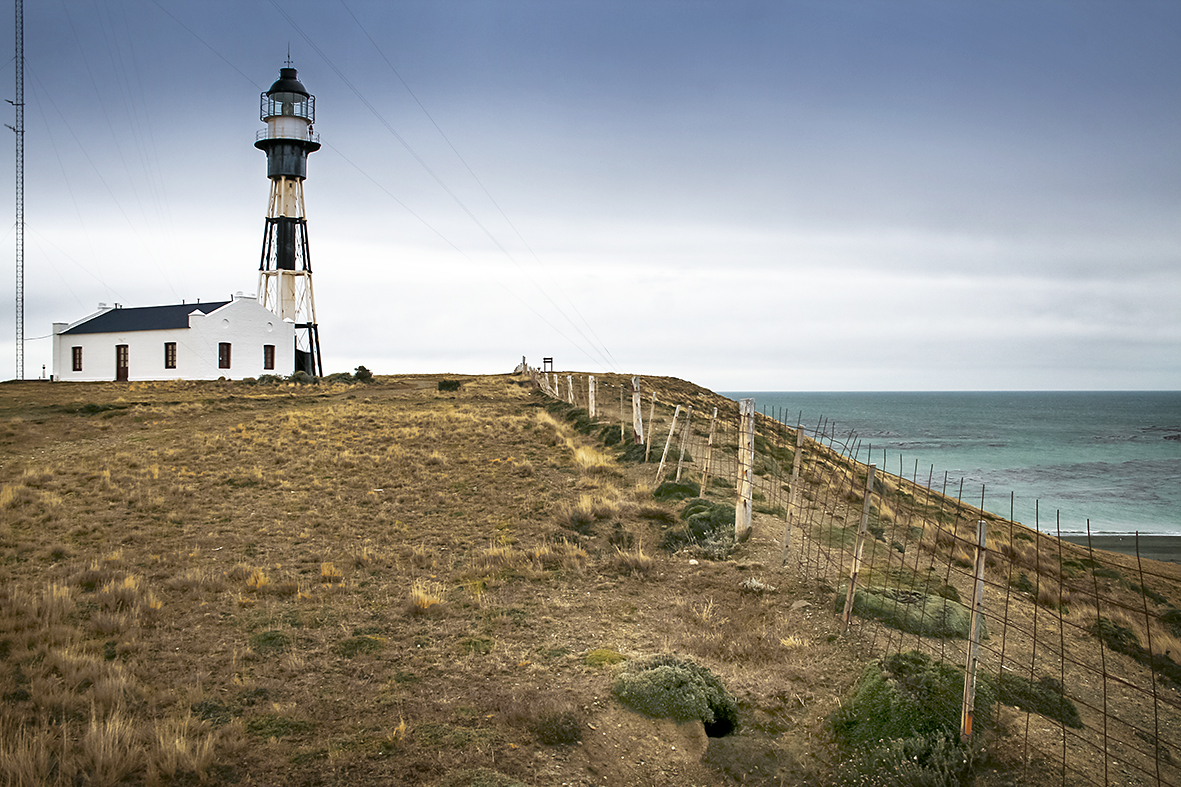
Faro de Cabo Vírgenes.

## Panorámica
Desde el lugar se puede ver el estrecho de Magallanes en el océano Pacífico según la OHI, aunque oceanografícamente sus aguas en su boca oriental son netamente Atlánticas y las aguas abiertas del océano Atlántico, algunos hitos fronterizos y el extremo sudeste de la Patagonia continental.

## Atractivos del lugar

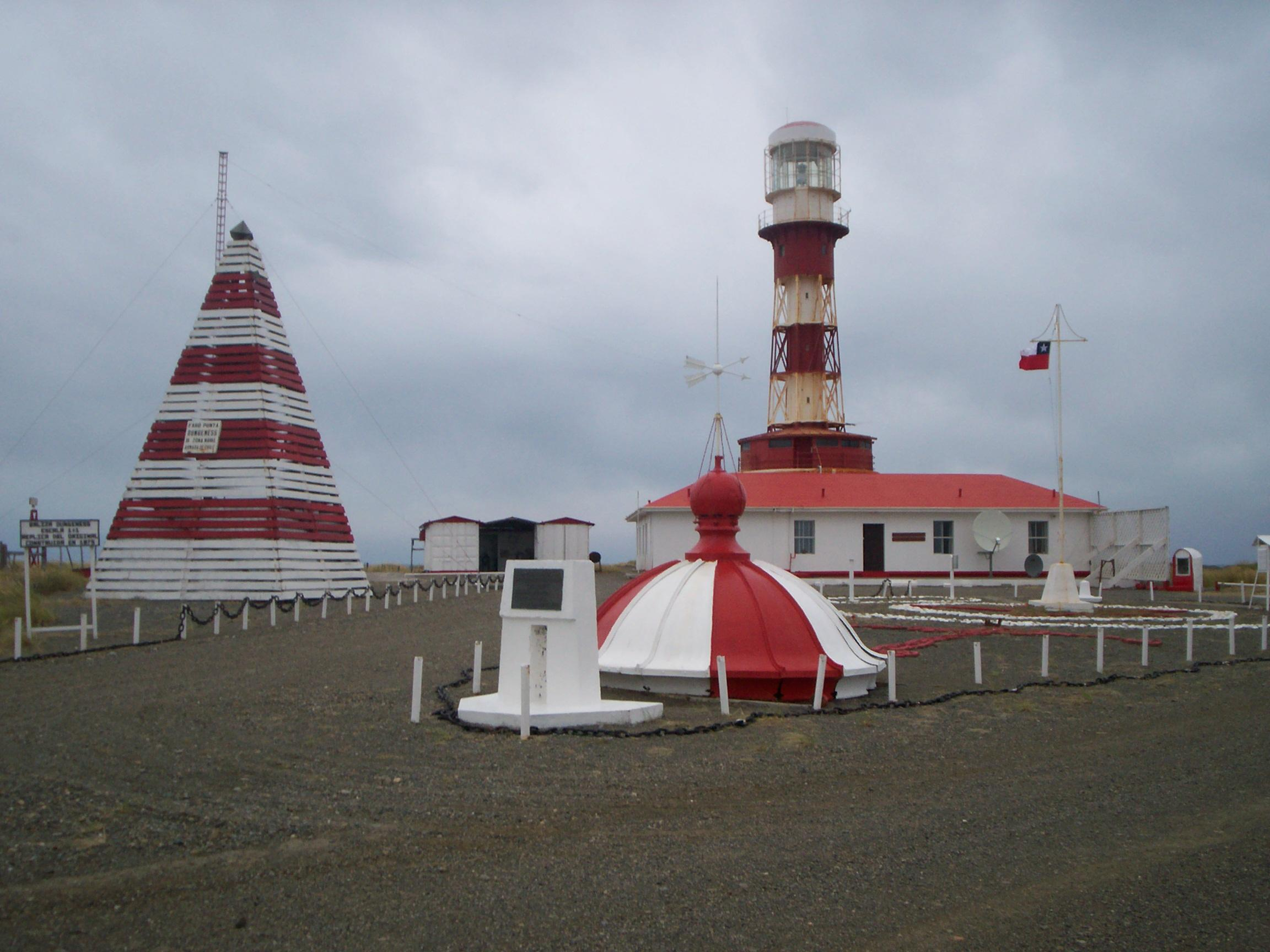
Faro de Punta Dungeness, en la región de la boca oriental del estrecho de Magallanes.

A esta punta binacional es posible acceder tanto por Chile como por Argentina.

### Acceso por Chile
Se puede observar el límite patagónico sureste de este país con Argentina, además de la flora y fauna de este lugar agreste. Durante el camino de acceso al faro se pueden visitar diferentes lugares. Por la ruta internacional 255, se visita el Monumento Histórico establecimiento ganadero San Gregorio y el barco a vapor Amadeo, encallado en la costa del Estrecho (kilómetro 124 desde Punta Arenas). Se continúa el viaje por la estepa magallánica, siguiendo la señal que indica Posesión, campamento de la Empresa Nacional del Petróleo (ENAP), ubicado a 63 kilómetros del Faro Punta Delgada (166 km). En el lugar, se realiza la explotación petrolífera y de gas natural, desde donde se divisan las plataformas petroleras en el estrecho de Magallanes. A 7 kilómetros de Posesión, en dirección a la costa, se encuentra ubicado el Cementerio Inglés, en el que se encuentran sepultados algunos colonos de comienzo del siglo XX. Más adelante, a 8 kilómetros de Posesión, se encuentra el faro Posesión, que fuera edificado a comienzos del siglo XX. Avanzando 10 kilómetros de Posesión, a orillas del estrecho de Magallanes, se encuentra el vapor Olympia, encallado luego de un naufragio a comienzos del siglo XX. Esta embarcación era de gran tamaño y con propulsión a vapor y ruedas. Más adelante, a 40 kilómetros de Posesión y a 5 kilómetros antes de llegar a punta Dungeness, se divisa la Cruz Monumental, la que conmemora el primer asentamiento español en territorio chileno durante el siglo XVII. Finalmente, en el kilómetro 91 de la ruta Y-545, se encuentra el faro de Punta Dungeness, que indica el extremo oriental de Chile Continental. El faro cumple una importante función en la navegación de las aguas del Estrecho desde fines del siglo XIX.

### Acceso por Argentina
Desde Argentina esta punta se encuentra, por ruta, a 144 km al sudeste de la ciudad de Río Gallegos, capital de la Provincia de Santa Cruz. Se accede (al comienzo por asfalto y luego ripio en buen estado) circulando por la Ruta Provincial 1.
Unos kilómetros antes de llegar a la punta se encuentran algunos interesantes atractivos turísticos. Primeramente, a la derecha del camino se encuentra el casco de la Estancia Monte Dinero de la familia Fenton, la cual se encuentra abierta al turismo. Es reconocida por ser pionera en emplear técnicas de cría ovina incorporadas desde Australia (país líder en ovinos). En ella se crían más de 18.000 ovejas de la raza Corino, la cual fue desarrollada por el abuelo del actual propietario.
Más adelante se llega al punto más sudoriental de la Argentina continental: el cabo Vírgenes. Allí se encuentra un museo y un comercio donde se puede degustar té mirando el horizonte marítimo desde la alta barranca. 
Reanudando la travesía se puede acceder (luego de un desvío de algunos cientos de metros) al monumento que recuerda el sitio donde Pedro Sarmiento de Gamboa fundó la Ciudad del Nombre de Jesús, en 1584. Este poblado se localizaba en el único manantial de agua potable de la zona: al pie de una meseta del lado argentino.
Ya próximos a punta Dungeness, a mano izquierda encontramos la entrada a la Reserva Provincial de Cabo Vírgenes, creada en 1986 con una superficie de 1.230 ha La misma protege la mayor colonia de pingüinos patagónicos de la provincia y una de las mayores del mundo, con 120 mil parejas reproductivas, en una superficie de nidificación de 875 mil metros cuadrados. 
Finalmente, al llegar al sitio donde se ubica el Faro Dungeness se puede iniciar una corta caminata de 400 m hasta el extremo de la punta limítrofe.